# رابرت نیزبت
رابرت الکساندر نیزبت (به انگلیسی: Robert Alexander Nisbet); (‎/ˈnɪzbɪt/‎؛ (۳۰ سپتامبر ۱۹۱۳–۹ سپتامبر ۱۹۹۶) جامعه‌شناس آمریکایی، استاد دانشگاه کالیفرنیا، برکلی، معاون دانشگاه کالیفرنیا، ریورساید، و صاحب کرسی آلبرت شوایتزر در دانشگاه کلمبیا بود.

## زندگی
نیزبت در ۳۰ سپتامبر ۱۹۱۳ در لس آنجلس زاده شد. او با سه برادر و یک خواهرش در منطقه کوچک ماریکوپا، کالیفرنیا بزرگ شد. جایی که پدرش یک حیاط الوار اداره می‌کرد. تحصیلات او در دانشگاه کالیفرنیا، برکلی در دکتری در جامعه‌شناسی در سال ۱۹۳۹ به اوج خود رسید. رساله وی توسط فردریک جان تگارت راهنمایی شد. در برکلی، نیزبت دفاع قدرتمندی از نهادهای میانی در اندیشه محافظه‌کارانه اروپای سده نوزدهم یافت. نیزبت در متفکرانی مانند ادموند برک و الکسیس دو توکویل - که در پژوهش‌های آمریکایی همه آنها ناشناخته بودند - استدلالی از جانب آنچه او «کثرت‌گرایی محافظه‌کار» می‌نامید، دید. او در سال ۱۹۳۹ به دانشکده آنجا پیوست.
نیزبت پس از خدمت در ارتش ایالات متحده در طول جنگ جهانی دوم، زمانی که در سایپان در تئاتر اقیانوس آرام مستقر بود، دپارتمان جامعه‌شناسی را در برکلی تأسیس کرد و برای مدت کوتاهی رئیس آن شد. نیزبت در سال ۱۹۵۳ برکلی را ترک کرد تا مسئول آموزش دانشگاه کالیفرنیا، ریورساید شود و بعدها معاون رئیس شد. نیزبت تا سال ۱۹۷۲ در دانشگاه کالیفرنیا باقی ماند، زمانی که او به دانشگاه آریزونا در توسان رفت. بلافاصله پس از آن، او در کرسی آلبرت شوایتزر در دانشگاه کلمبیا منصوب شد.
نیزبت پس از بازنشستگی از کلمبیا در سال ۱۹۷۸، کار علمی خود را به مدت هشت سال در مؤسسه امریکن انترپرایز در واشینگتن، دی.سی. ادامه داد. در سال ۱۹۸۸، رئیس‌جمهوری، رونالد ریگان از او خواست که سخنرانی جفرسون در علوم انسانی را ارائه دهد که توسط موقوفه ملی علوم انسانی حمایت می‌شد.
نیزبت در ۸۲ سالگی در ۹ سپتامبر ۱۹۹۶ در واشینگتن، دی.سی. درگذشت.

## ایده‌ها
اولین کتاب مهم نیزبت، «جستجوی جامعه» (نیویورک: انتشارات دانشگاه آکسفورد، [۱۹۵۳] ۱۹۶۹) است که در آن ادعا کرد فردگرایی علوم اجتماعی مدرن، انگیزه مهم انسانی به سمت جامعه را انکار می‌کند. همان‌طور که مردم را بدون کمک همتایان خود برای مبارزه با قدرت متمرکز دولت-ملت رها کرد. ستون‌نویس نیویورک تایمز، راس دوتت آن را «مسلماً مهم‌ترین اثر جامعه‌شناسی محافظه‌کار سده بیستم» نامید.
نیزبت کار خود را به عنوان یک چپ‌گرا آغاز کرد ولی بعدها اعتراف کرد که به محافظه‌کاری فلسفی روی آورده‌است. در حالی که او دائماً خود را محافظه‌کار توصیف می‌کرد، «به‌طور مشهور از حقوق سقط جنین دفاع کرد و علناً به سیاست خارجی رئیس‌جمهوری، رونالد ریگان حمله می‌کرد».
او یکی از مشارکت کنندگان در تواریخ بود. او به ویژه به دنبال ردیابی تاریخچه و تأثیر ایده پیشرفت بود. وی نظریه‌های متعارف جامعه‌شناختی در مورد پیشرفت و مدرنیته را به چالش کشید و بر پیامدهای منفی از دست دادن اشکال سنتی جامعه اصرار داشت، روندی که او باورمند بود توسط جنگ جهانی اول بسیار تسریع شد. به گفته دانیل چرنیلو، جامعه‌شناس بریتانیایی، برای نیزبت، علاقه جامعه‌شناختی در شکل‌گیری جامعه مدرن در این است که آیا و چگونه می‌تواند اشکال زندگی جمعی را دوباره تقویت کند و در غیر این صورت، برای درک اینکه پیامدهای چنین شکستی چه خواهد بود. بنابراین، نیزبت «آنچه  که تا آن زمان جریان اصلی بود مبنی بر اینکه جامعه از نظر تاریخی و هنجاری مهمتر از اجتماع است را وارونه می‌کند.» چرنیلو نیز به‌طور انتقادی این را مشاهده کرد «استدلال نیزبت در مورد جنگ بزرگ جنگ جهانی اول که بیانگر گذار از اجتماع به جامعه است، دیدگاهی یک‌سویه از روند تاریخی ارائه می‌دهد که بدون تردید به سمت یک وضعیت رو به زوال حرکت می‌کند».

### کتاب
- ۱۹۵۳. «جستجوی جامعه: مطالعه‌ای در اخلاق نظم و آزادی»
- ۱۹۶۶. «سنت جامعه‌شناسی»[۹]
- ۱۹۶۸. «سنت و شورش: مقالات تاریخی و جامعه‌شناختی»
- ۱۹۶۹. «تغییر اجتماعی و تاریخ: جنبه‌هایی از نظریه غربی توسعه»
- ۱۹۷۰. «پیوند اجتماعی: مقدمه‌ای بر مطالعه جامعه»
- ۱۹۷۱. «تخریب جزمات آکادمیک: دانشگاه در آمریکا، ۱۹۴۵–۱۹۷۰»
- ۱۹۷۶. «جامعه‌شناسی به عنوان یک شکل هنری»شابک ‎۹۷۸−۰۷۶۵۸۰۷۵۶۴
- ۱۹۷۳. «فیلسوفان اجتماعی: اجتماع و تضاد در اندیشه غربی»
- ۱۹۷۴. «جامعه‌شناسی امیل دورکیم»شابک ‎۹۷۸−۰۱۹۵۰۱۷۳۳۵
- ۱۹۷۵. «گرگ و میش اقتدار»
- ۱۹۸۰. «تاریخ ایده پیشرفت»شابک ‎۹۷۸۱۳۵۱۵۱۵۴۶۷
- ۱۹۸۳. «پیشداوری‌ها: فرهنگ واژگان فلسفی»
- ۱۹۸۶. «ساخت جامعه مدرن»
- ۱۹۸۶. «محافظه‌کاری: خیال و واقعیت»شابک ‎۹۷۸۱۳۵۱۵۲۶۴۸۷
- ۱۹۸۸. «عصر معاصر» شابک ‎۰۰۶۰۱۵۹۰۲۲
- ۱۹۸۸. «روزولت و استالین: خواستگاری شکست خورده»
- ۱۹۹۲. «معلمان و دانشمندان: خاطرات برکلی در افسردگی و جنگ»

### مقاله
- سیاست خارجی و ذهن آمریکایی. تفسیر (سپتامبر ۱۹۶۱،  صص ۱۹۴–۲۰۳).
- "دشمن اقتدار" (PDF). بررسی بین دانشگاهی. زمستان–بهار 1972.{{cite web}}:  نگهداری یادکرد:فرمت پارامتر تاریخ (link)
- استبدادگرایی جدید. تفسیر (ژوئیه ۱۹۷۶).
- "محافظه‌کاران و آزادیخواهان: پسرعموهای ناآرام". عصر مدرن. زمستان ۱۹۸۰.
- "روزولت و استالین(۱)" (PDF). عصر مدرن. بهار ۱۹۸۶.
- "روزولت و استالین(۲)" (PDF). عصر مدرن. تابستان–پاییز 1986.{{cite web}}:  نگهداری یادکرد:فرمت پارامتر تاریخ (link)
- "هنوز در حال جستجو" (PDF). بررسی بین دانشگاهی. پاییز ۱۹۹۳.
- آیا انقلابی در آمریکا وجود داشت؟ بایگانی‌شده  در ۲۶ فوریه ۲۰۲۰ توسط Wayback Machine محافظه‌کار آمریکایی، ۳ اگوست ۲۰۱۲.
- علوم اجتماعی بریتانیکا آکادمیک. (همکار اصلی)

## کتاب شناسی فارسی
- رابرت نیزبت (۱۳۸۵): درباره توتالیتاریسم: نویسندگان: لوچینو پلیکانی، هانا آرنت، رابرت نیزبت، جفری پریجر، پل پیکونه، آلن دوبنو‌آ، هربرت اسپیرو، الکس دلفینی، ویلیام کورن‌هاوزر، ترجمه هادی نوری، تهران: پردیس دانش، نشر و پژوهش شیرازه کتاب،  ۲۴۶ صفحه. شابک ‎۹۷۸۹۶۴۹۶۷۷۷۷۴
- رابرت نیزبت، رابرت کی. مرتن (۱۳۹۰): جامعه‌شناسی مسایل اجتماعی جامعه معاصر، ترجمه جواد نظری و مرضیه مختاری و نبی‌اله ایدر، اصفهان: كنكاش، ۱۱۴ صفحه. شابک ‎۹۷۸−۶۰۰−۱۳۶−۰۳۸−۱
- رابرت نیزبت (۱۳۹۲): درآمدی کتاب‌شناختی به ایده‌ی پیشرفت، ترجمه رضا اسکندری، ساینا مقصودی‌لویه، تهران: گهرشید، ۶۲ صفحه. شابک ‎۹۷۸۹۶۴۹۳۹۸۷۸۵
- رابرت نیزبت (۱۳۹۴): سنت جامعه‌شناسی، نویسندگان  تامس رایت هیل، جان الدر، ، گری ماینر، دارسون دلن، اندرو فست، ترجمه سعید حاجی‌ناصری، فرید‌الدین حسینی‌مرام، تهران: دانشگاه تهران، ۳۶۰ صفحه. شابک ‎۹۷۸۹۶۴۰۳۶۶۴۵۵
- رابرت نیزبت (۱۳۹۸): متن کاوی و تحلیل آماری در عمل (بهره برداری از متن بدون ساختار در کاربردها)، ترجمه احسان رئیسی، تهران: علوم رایانه، ۲۳۶ صفحه. شابک ‎۹۷۸−۶۰۰−۲۰۵−۱۵۵−۴
- رابرت نیزبت (۱۳۹۹): محافظه‌کاری: خیال و واقعیت، ترجمه محمدرضا فدایی، تهران: شیرازه، ۲۰۰ صفحه. شابک ‎۹۷۸۶۲۲۶۸۴۳۶۱۴